# Coppa del Belgio di pallamano maschile
La Beker van België è la coppa nazionale belga di pallamano maschile; è organizzata dalla Vlaamse Handball Vereniging, la federazione belga.

La prima stagione si disputò nel 1959 e dall'origine a tutto il 2012 si sono tenute 48 edizioni del torneo.

Le squadre che vantano il maggior numero di coppe vinte sono lo Sporting Neerpelt e l'HC Initia Hasselt con 9 titoli; l'attuale squadra campione in carica è l'HC Initia Hasselt.

## Albo d'oro
| Edizione  | Vincitore                    | Risultati | Finalista |
| --------- | ---------------------------- | --------- | --------- |
| 1959-1960 | ROC Flémalle                 | -         | -         |
| 1960-1961 | ROC Flémalle                 | -         | -         |
| 1961-1962 | ROC Flémalle                 | -         | -         |
| 1966-1967 | Herstal                      | -         | -         |
| 1967-1968 | Avia Woluwe                  | -         | -         |
| 1968-1969 | Sparta Aalst                 | -         | -         |
| 1969-1970 | Handball Mont-sur-Marchienne | -         | -         |
| 1970-1971 | Sasja Hoboken                | -         | -         |
| 1971-1972 | Avanti Lebbeke               | -         | -         |
| 1972-1973 | Sasja Hoboken                | -         | -         |
| 1974-1975 | Progrès Seraing              | -         | -         |
| 1975-1976 | Progrès Seraing              | -         | -         |
| 1976-1977 | Sasja Hoboken                | -         | -         |
| 1977-1978 | Mechelen                     | -         | -         |
| 1978-1979 | Avanti Lebbeke               | -         | -         |
| 1979-1980 | Sporting NeLo                | -         | -         |
| 1980-1981 | Sasja Hoboken                | -         | -         |
| 1981-1982 | Sasja Hoboken                | -         | -         |
| 1982-1983 | Union Beynoise               | -         | -         |
| 1983-1984 | Initia Hasselt               | -         | -         |
| 1984-1985 | Avanti Lebbeke               | -         | -         |
| 1985-1986 | Union Beynoise               | -         | -         |
| 1986-1987 | Sporting NeLo                | -         | -         |
| 1987-1988 | Sporting NeLo                | -         | -         |
| 1988-1989 | Sporting NeLo                | -         | -         |
| 1989-1990 | Initia Hasselt               | -         | -         |
| 1990-1991 | Initia Hasselt               | -         | -         |
| 1991-1992 | Herstal                      | -         | -         |
| 1992-1993 | Union Beynoise               | -         | -         |
| 1993-1994 | Sporting NeLo                | -         | -         |
| 1994-1995 | Initia Hasselt               | -         | -         |
| 1995-1996 | Herstal                      | -         | -         |
| 1996-1997 | Sporting NeLo                | -         | -         |
| 1997-1998 | Initia Hasselt               | -         | -         |
| 1998-1999 | Initia Hasselt               | -         | -         |
| 1999-2000 | HC Eynatten                  | -         | -         |
| 2000-2001 | Sporting NeLo                | -         | -         |
| 2001-2002 | Sporting NeLo                | -         | -         |
| 2002-2003 | Initia Hasselt               | -         | -         |
| 2003-2004 | Tongeren                     | -         | -         |
| 2004-2005 | Tongeren                     | -         | -         |
| 2005-2006 | Sporting NeLo                | -         | -         |
| 2006-2007 | Sasja Hoboken                | -         | -         |
| 2007-2008 | Tongeren                     | -         | -         |
| 2008-2009 | Tongeren                     | -         | -         |
| 2009-2010 | Initia Hasselt               | -         | -         |
| 2010-2011 | Tongeren                     | -         | -         |
| 2011-2012 | Initia Hasselt               | -         | -         |

## Riepilogo vittorie per club
| Numero | Club                         | Anni                                                                            |
| ------ | ---------------------------- | ------------------------------------------------------------------------------- |
| 9      | Sporting NeLo                | 1979-80, 1986-87, 1987-88, 1988-89, 1993-94, 1996-97, 2000-01, 2001-02, 2005-06 |
| 9      | Initia Hasselt               | 1983-84, 1989-90, 1990-91, 1994-95, 1997-98, 1998-99, 2002-03, 2009-10, 2011-12 |
| 6      | Sasja Hoboken                | 1970-71, 1972-73, 1976-77, 1980-81, 1981-82, 2006-07                            |
| 5      | Tongeren                     | 2003-04, 2004-05, 2007-08, 2008-09, 2010-11                                     |
| 3      | Herstal                      | 1966-67, 1991-92, 1995-96                                                       |
| 3      | Union Beynoise               | 1982-83, 1985-86, 1992-93                                                       |
| 3      | Avanti Lebbeke               | 1971-72, 1978-79, 1984-85                                                       |
| 3      | Royal Olympic Club           | 1959-60, 1960-61, 1961-62                                                       |
| 2      | Progrès Seraing              | 1974-75, 1975-76                                                                |
| 1      | HC Eynatten                  | 1999-00                                                                         |
| 1      | Mechelen                     | 1977-78                                                                         |
| 1      | Handball Mont-sur-Marchienne | 1969-70                                                                         |
| 1      | Sparta Aalst                 | 1968-69                                                                         |
| 1      | Avia Woluwe                  | 1967-68                                                                         |